# Альфа Рака
Альфа Рака (α Cnc / α Cancri) — двойная звезда, находящаяся в созвездии Рака на расстоянии 174 световых лет от нас. У неё есть ещё название Акубенс, что в переводе с арабского языка значит «клешня». Традиционное китайское название звезды: 柳宿增三.
Главный компонент системы, α Рака А, карлик белого цвета класса А главной последовательности видимой звёздной величины 4,6. Второй компонент, α Рака В, имеет 11 звёздную величину. Орбитальный период компонентов составляет приблизительно 6,1 года.